# Województwo krakowskie (I Rzeczpospolita)

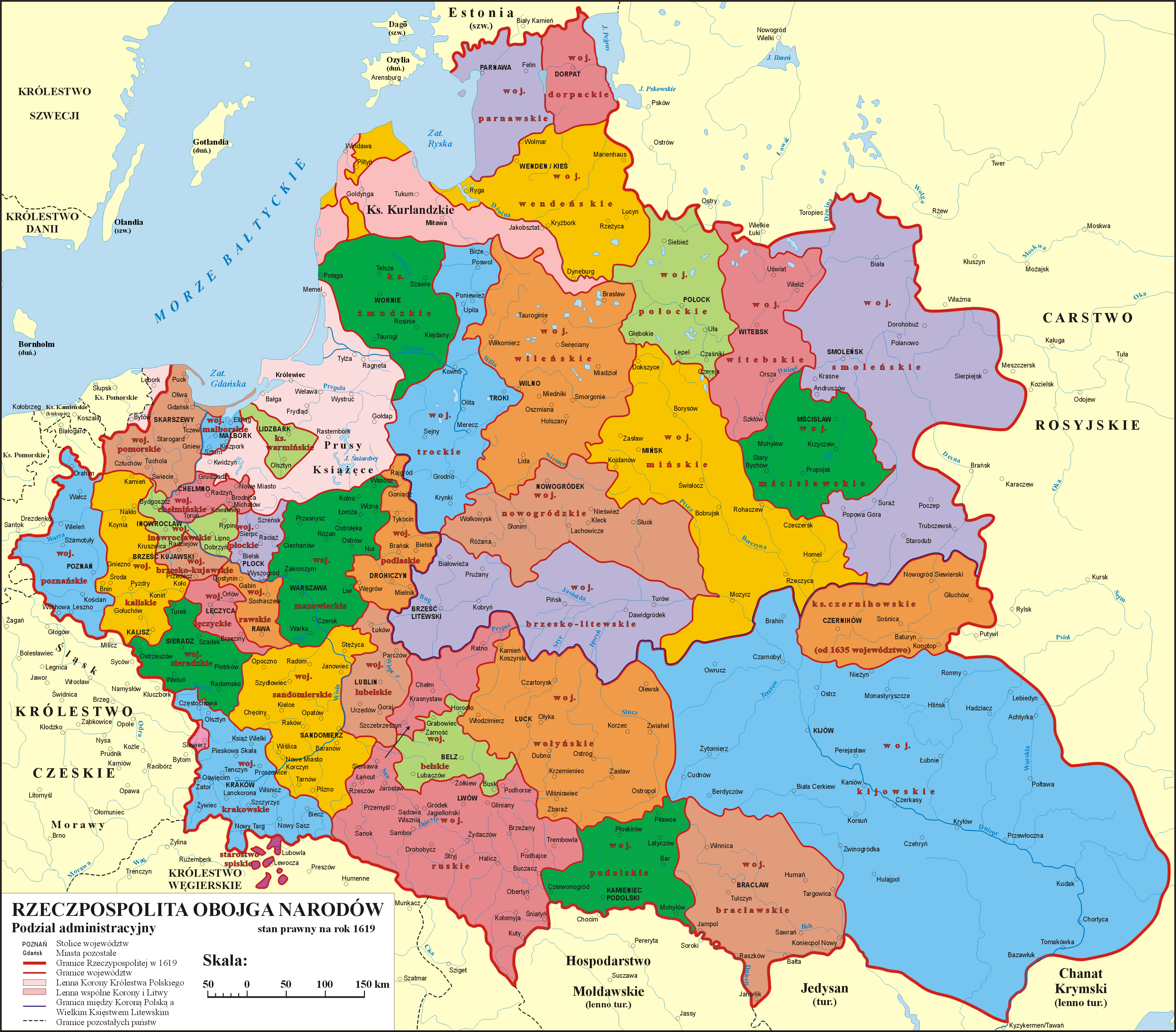
Podział administracyjny Rzeczypospolitej Obojga Narodów w 1619 r. z województwem krakowskim

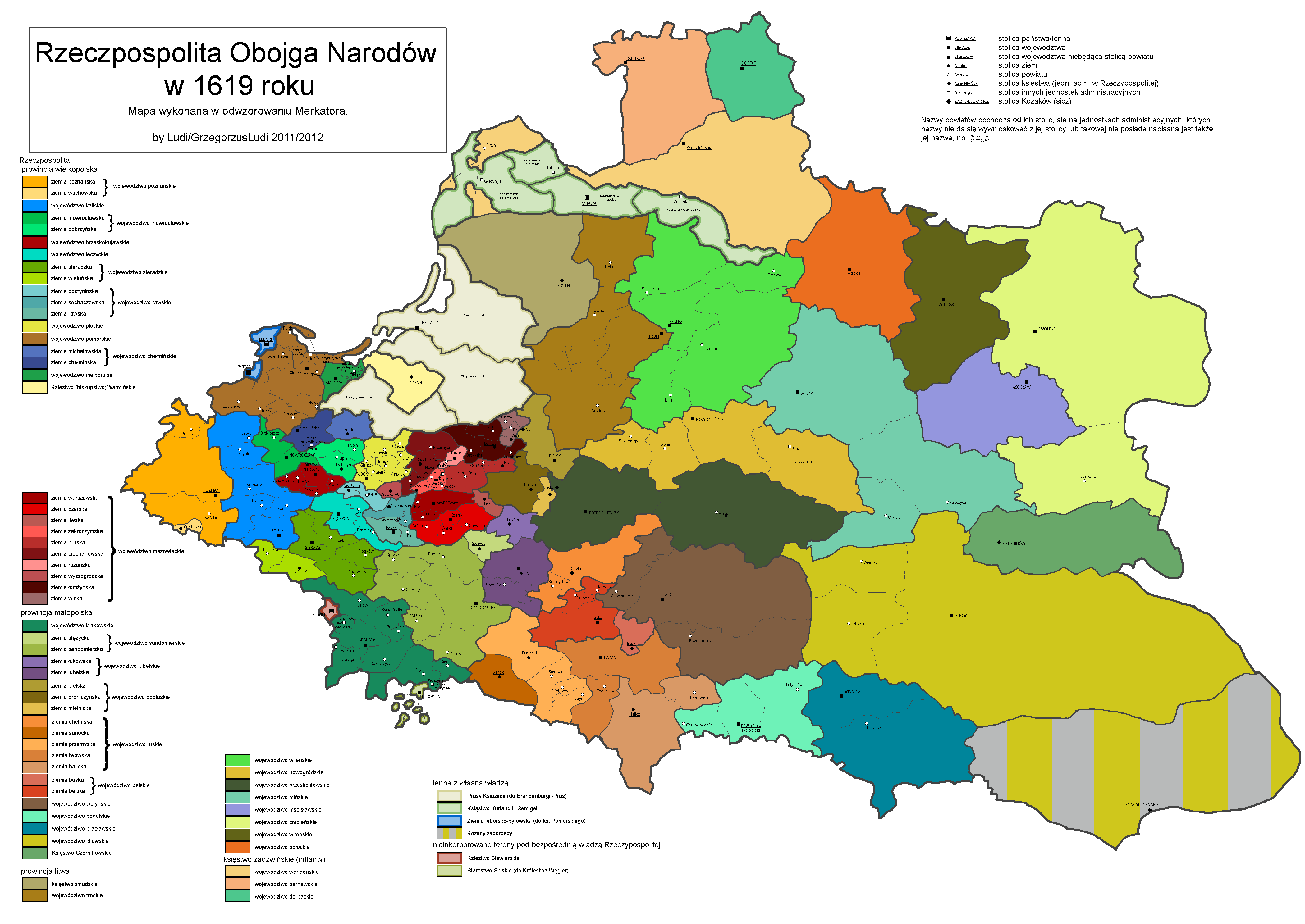
Mapa Rzeczypospolitej Obojga Narodów w 1619 r. Podział na województwa, ziemie i powiaty

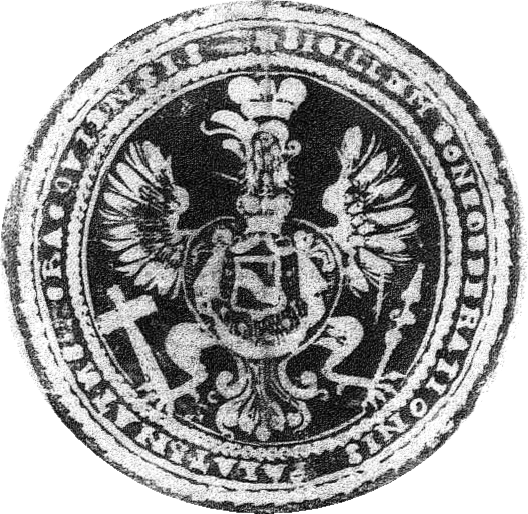
Pieczęć konfederacji województwa krakowskiego w konfederacji barskiej w 1769 roku

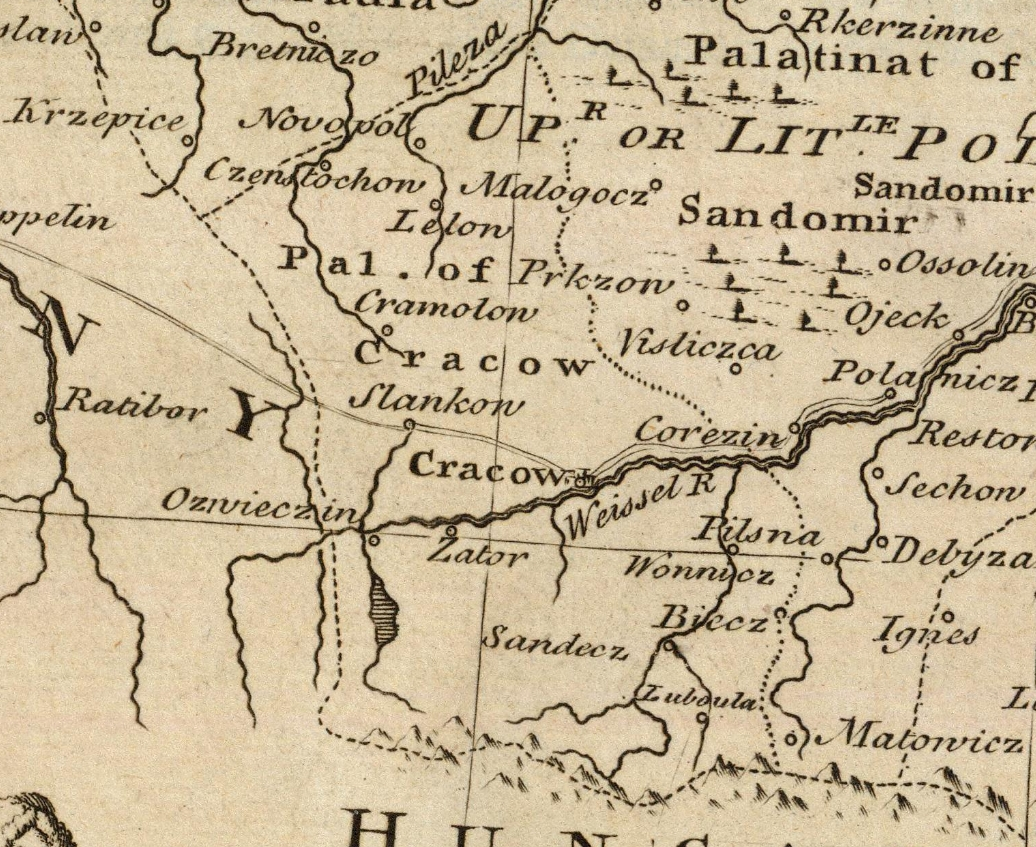
Palatinatus Cracoviensis na mapie Emanuela Bowena z 1747 roku. Uwidocznione miasta Novopol (obecnie Koniecpol), Częstochowa, Lelów, Sławków, Zator, Biecz, Sandecz (obecnie Stary Sącz), Oświęcim, Wojnicz oraz Lubowla.

Województwo krakowskie (łac. Palatinatus Cracoviensis) – jednostka terytorialna Królestwa Polskiego, istniejąca od XIV wieku do 1795 roku, część prowincji małopolskiej. Pod koniec XVI wieku obejmowała powierzchnię 20 043 km², posiadając 8 powiatów. Siedzibą wojewody był Kraków, a sejmiki ziemskie odbywały się w Proszowicach.
Herbem województwa był orzeł biały na czerwonym polu ze złotą przepaską na skrzydłach.
W Nowym Mieście Korczynie w województwie sandomierskim odbywały się sejmiki generalne prowincji małopolskiej.
W XVII wieku w województwie krakowskim szlachta stanowiła 1,7% mieszkańców.

## Historia
Po podziale państwa polskiego, w okresie rozbicia dzielnicowego w 1138 roku, pomiędzy synów Bolesława III Krzywoustego, księstwo krakowskie zostało przekazane, niezależnie od Śląska, najstarszemu z nich, Władysławowi II Wygnańcowi. Miało ono granice bardzo zbliżone, jeżeli nie takie same, do granic późniejszego województwa krakowskiego. Po 1314 roku ziemia krakowska została przekształcona w województwo krakowskie, które w niezmienionym kształcie weszło następnie w skład administracyjny I Rzeczypospolitej. Na przestrzeni wieków jego granice zmieniły się niewiele. Ziemia Krakowska uważana była za jedną z najbogatszych w Polsce, miała bowiem kopalnie soli w Wieliczce i Bochni, kopalnie srebra i ołowiu w Olkuszu, żyzne gleby proszowskie.
W województwie krakowskim znajdowała się dynamicznie rozwijająca Częstochowa w powiecie lelowskim wraz z klasztorem jasnogórskim, będącym sanktuarium dynastycznym Jagiellonów i Wazów.
Od południa ziemia krakowska graniczyła z położonymi za Karpatami, należącymi do Królestwa Węgier ziemiami: liptowską, trenczyńską, szaryską, orawską i spiską. Na terenie północnego Spisza funkcjonowała polska kasztelania spiska wzmiankowana jeszcze w Kronice Wielkopolskiej pod datą 1136 z nazwą Spis. Granica w tym czasie biegła najprawdopodobniej tuż na południe od Podolińca, który pełnił funkcję polskiej strażnicy granicznej. Później Węgry wkroczyły na teren kotliny Popradu i na przełomie XIII i XIV w. na Zamagurze. Polska utraciła wówczas okolice Podolińca i Lubowli, należące wcześniej do ziemi sądeckiej. W 1412 roku część ziemi spiskiej powróciła na prawie zastawu do Polski, jednak nie jako jednolita kraina a kilka oddzielnych kluczy, obejmujących 13 miast. Do ziemi krakowskiej mogły pierwotnie także należeć okolice orawskiej Jabłonki, gdzie jeszcze w 1368 r. miała istnieć komora celna Kazimierza III Wielkiego.
W 1564 roku sejm formalnie przyłączył do województwa odzyskane przez Koronę w XV w. księstwa zatorskie i oświęcimskie jako powiat śląski. W roku 1443 biskup krakowski Zbigniew Oleśnicki odkupił od Wacława I księcia cieszyńskiego księstwo siewierskie. Odtąd księstwo to było we władaniu biskupów krakowskich, formalnie włączone do województwa krakowskiego w 1790 roku. Przyłączono wówczas także należące do biskupów od 1391 roku, znajdujące się po drugiej stronie Przemszy, wsie Kosztowy, Imielin i Chełm.
Połowa województwa została utracona na rzecz Monarchii Habsburgów na mocy I rozbioru (Galicja). Ostatecznie zostało zlikwidowane w 1795 roku, gdy podzielono je między Austrię i Prusy. W 1807 roku północna część dawnego województwa krakowskiego została włączona w skład Księstwa Warszawskiego, a południowa pozostała częścią austriackiej Galicji. Wreszcie w 1815 roku obszar województwa krakowskiego podzielono między Austrię (południowa część jako Galicja) a Królestwo Polskie w ramach Imperium Rosyjskiego (północna część).

## Terytorium
Województwo krakowskie sąsiadowało:
- Na północy z województwem sieradzkim i ziemią wieluńską. Granica była na rzece Liswarcie będącej lewobrzeżnym dopływem Warty.
- Na północnym wschodzie z województwem sandomierskim. Granica między województwami przebiegała w ten sposób, że Secemin, Sobków, Pińczów, Opatowiec, Szczurowa, Wojnicz, Tuchów, Brzostek, Kołaczyce i Jedlicze należały do województwa sandomierskiego, a Lelów, Jędrzejów, Działoszyce, Skalbmierz, Koszyce, Szczepanów, Zakliczyn, Jodłowa, Jasło, Dukla i Jaśliska do województwa krakowskiego.
- Na wschodzie z ziemią sanocką, która była częścią województwa ruskiego. Granica przebiegała na linii rzeki Jasiołki.
- Na zachodzie ze Śląskiem w ramach Świętego Cesarstwa Rzymskiego oraz z Księstwem Siewierskim włączonym ostatecznie bezpośrednio w skład województwa krakowskiego w 1790 roku.
- Na południe przez Karpaty i Tatry z Królestwem Węgierskim.

| Powiat                | Powierzchnia w km² |
| --------------------- | ------------------ |
| powiat proszowski     | 3293               |
| powiat szczyrzycki    | 3394               |
| powiat lelowski       | 3191               |
| powiat ksiąski        | 1451               |
| powiat śląski         | 2629               |
| powiat biecki         | 2163               |
| powiat sądecki        | 3922               |
| Razem (województwo) Σ | 20 043             |

## Urzędy
Senatorów większych tzw. krzesłowych było czterech, to jest biskup, kasztelan, wojewoda krakowski i kasztelan wojnicki. Senatorów mniejszych było trzech: sądecki, biecki i oświęcimski. Starostwa grodowe były trzy: Krakowskie, Sądeckie i Bieckie, starostwa niegrodowe: Spiskie, Bądzyńskie, Czchowskie, Czorsztyńskie, Dębowieckie, Dobczyńskie, Grzybowskie, Jadownickie, Jodłowskie, Jasielskie, Krzeczowskie, Lanckorońskie, Lelowskie, Libuskie, Mszańskie, Nowotarskie, Olsztyńskie, Ojcowskie, Rabsztyńskie, Ujmskie, Wolbromskie, Żarnowieckie i inne. Starosta Krakowski był jednocześnie generałem krakowskim i miał pod swoją jurysdykcją oprócz Krakowa trzy grody: proszowski, lelowski i księski. Województwo sejmikowało w Proszowicach, gdzie na sejmiku ziemskim (tzw. generale krakowskim) wybierano ośmiu posłów sejmowych, po jednym z powiatów i dwóch deputatów na sejm generalny dla Małopolski, które odbywały się w Nowym Mieście Korczynie. Włączone do Korony Królestwa Polskiego księstwo oświęcimskie i księstwo zatorskie stanowiły oddzielny powiat śląski, które sejmikował w Zatorze i wybierał dwóch posłów na sejm i jednego deputowanego do trybunału. Konstytucje sejmowe z lat 1581 i 1616 mówiły, że sejmik tych dawnych księstw powinien trzema dniami poprzedzać sejmik ziemskie w Proszowicach. W powiecie śląskim było starostwo grodowe Oświęcimskie, niegrodowe Zatorskie, Barwałdzkie i inne.
Osobne miejsce wśród urzędników województwa zajmowali burgrabiowie zamku krakowskiego. Pobierali oni pensje z dochodów żup wielickich, mianował ich bezpośrednio król, ale podlegali władzy starosty krakowskiego, którego jurysdykcja nie sięgała jednak zamku wawelskiego. Opiekowali się oni zamkiem królewskim. Skarbca Rzeczypospolitej w którym przechowywano korony i dokumenty, strzegł kustosz koronny, którym był zawsze prałat lub kanonik katedry wawelskiej. Dobrami i dochodami królewskimi w Małopolsce zarządzał z kolei wielkorządca krakowsko–sandomierski. Był on z urzędu przełożonym cechu włóczków krakowskich, mającego monopol na spław drewna na górnej Wiśle i sprzedawania go w Krakowie. Żupnik krakowski z kolei zarządzał żupami solnymi w Wieliczce i Bochni.
W latach 1443–1790 biskupi krakowscy byli w pełni suwerennymi władcami księstwa siewierskiego, nosząc tytuł książąt siewierskich. Mieli swego kanclerza, sędziów i wójtów.

## Powiaty
W roku 1397 uchwalono podział województwa krakowskiego na trzy powiaty:
- krakowski
- proszowski
- żarnowiecki

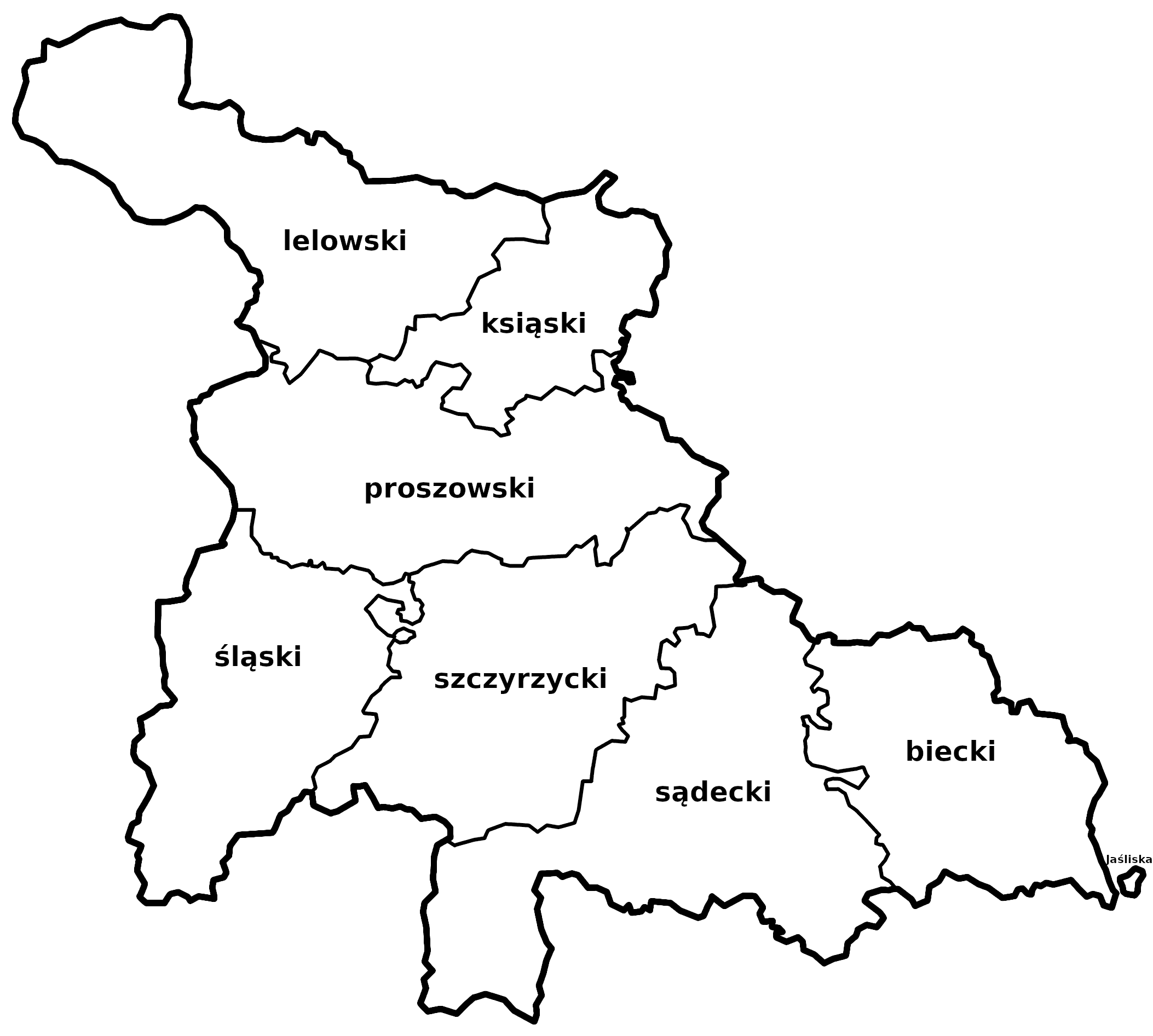
Podział na powiaty pod koniec XVI wieku

W XVI wieku województwo krakowskie liczyło siedem powiatów:
- powiat proszowski
- powiat lelowski
- powiat szczyrzycki
- powiat ksiąski
- powiat sądecki
- powiat biecki
- powiat śląski, obejmujący:
  - księstwo oświęcimskie
  - księstwo zatorskie
- Państwo muszyńskie, zwane również starostwem muszyńskim – samodzielne administracyjnie latyfundium biskupów krakowskich
- starostwo sławkowskie – podlegający biskupom krakowskim klucz dóbr, w których sprawowali oni półudzielną władzę świecką (do 1790 roku).

Szczegółowy podział województwa krakowskiego w 1662 roku (miejscowości posiadające wówczas prawa miejskie):
- Powiat proszowski
  - Będzin
  - Chrzanów
  - Działoszyce
  - Kazimierz
  - Kleparz
  - Koszyce
  - Kraków
  - Nowe Brzesko
  - Nowa Góra
  - Olkusz
  - Podzamcze (obszar Krakowa)
  - Proszowice
  - Skalbmierz
  - Sławków
  - Słomniki
- Powiat szczyrzycki
  - Bochnia
  - Dobczyce
  - Jordanów
  - Lanckorona
  - Myślenice
  - Nowy Wiśnicz
  - Skawina
  - Szczyrzyc
  - Tymbark
  - Wieliczka
- Powiat śląski
  - Kęty
  - Oświęcim
  - Wadowice
  - Zator
  - Żywiec
- Powiat ksiąski
  - Jędrzejów (w 1682 roku pod nazwą Andrzejów)
  - Książ Wielki
  - Miechów
  - Skała
  - Wodzisław
  - Wolbrom
  - Żarnowiec
- Powiat sądecki
  - Czchów
  - Grybów
  - Krościenko nad Dunajcem
  - Lipnica Murowana
  - Muszyna
  - Nowy Sącz (starsza nazwa Nowy Sandecz)
  - Nowy Targ
  - Piwniczna
  - Stary Sącz (starsza nazwa Stary Sandecz)
  - Tylicz
  - Wojnicz
  - Zakliczyn
- Powiat lelowski
  - Częstochowa
  - Kłobuck
  - Kossów
  - Krzepice
  - Lelów
  - Mstów
  - Mrzygłód (obecnie dzielnica Myszkowa)
  - Pilica
  - Przyrów
  - Szczekociny
  - Włodowice
  - Kromołów (obecnie część miasta Zawiercie)
  - Żarki
- Powiat biecki
  - Biecz
  - Bobowa
  - Ciężkowice
  - Dębowiec
  - Dukla
  - Gorlice
  - Jaśliska
  - Jasło
  - Nowy Żmigród
  - Osiek Jasielski

W roku 1676 przy spisie do podatku podymnego wymieniono osiem powiatów:
- krakowski
- proszowski
- lelowski
- księski
- szczerzecki
- sądecki
- czchowski
- biecki

Główne miasta województwa krakowskiego za czasów I Rzeczypospolitej

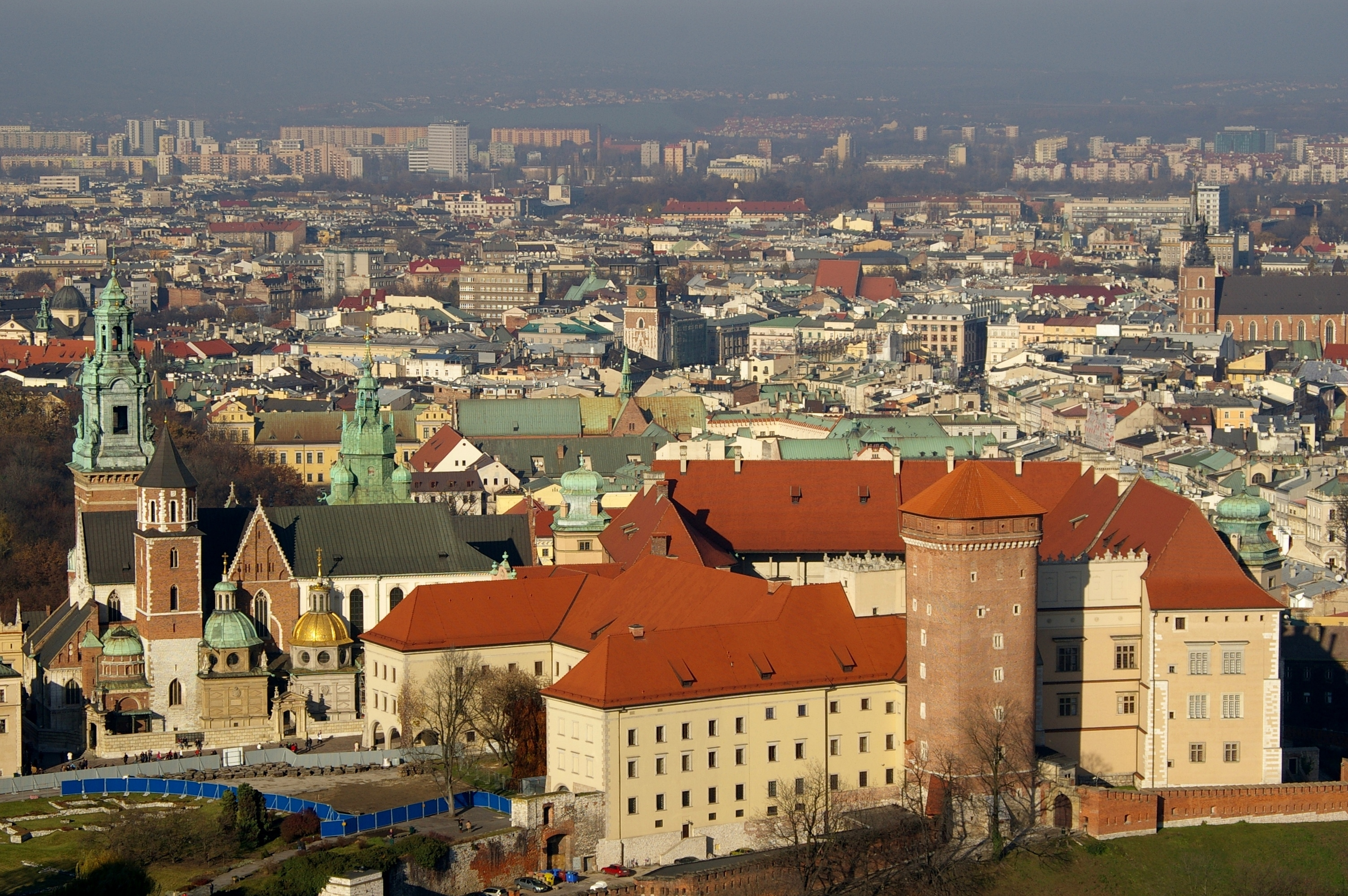
Kraków
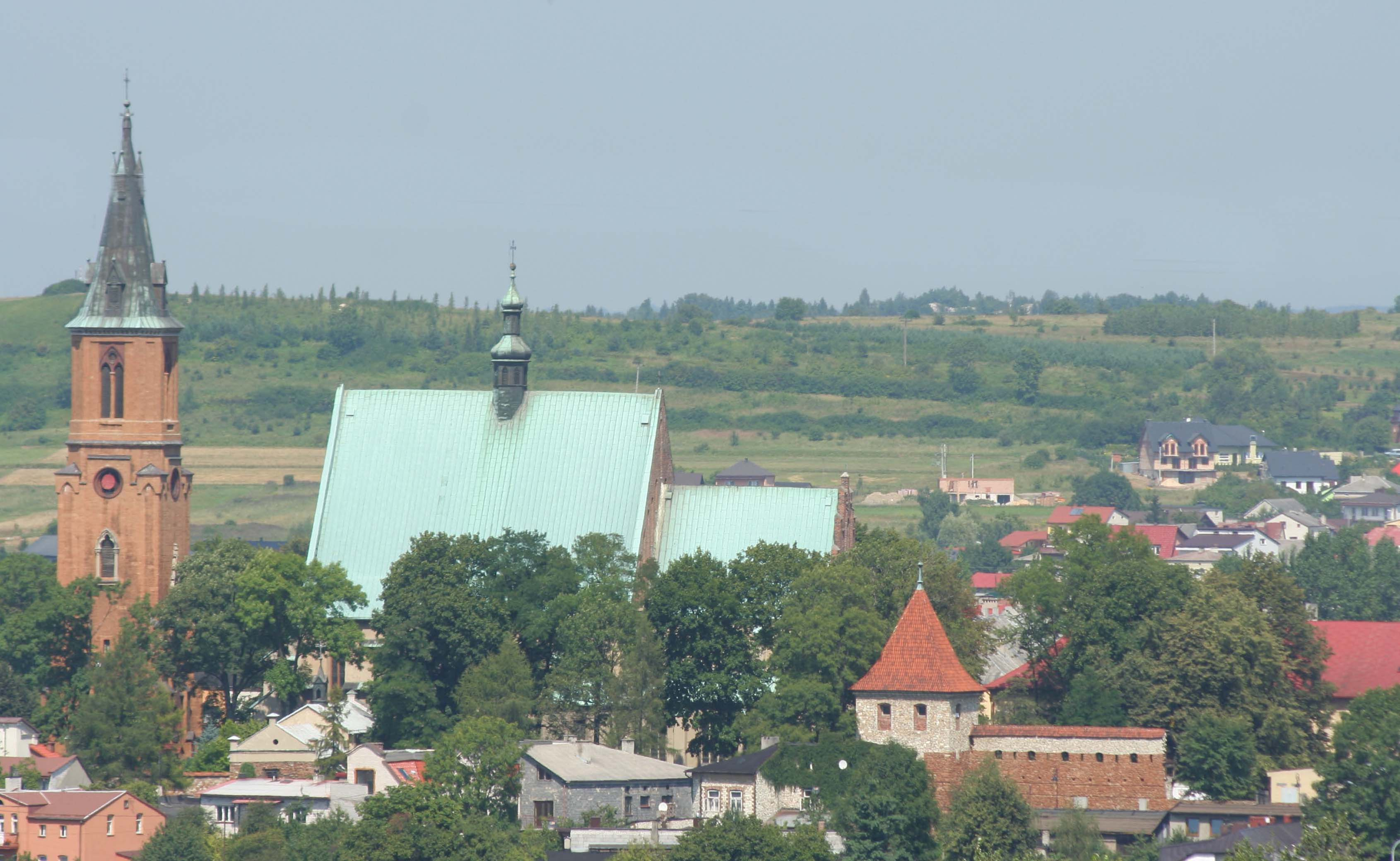
Olkusz
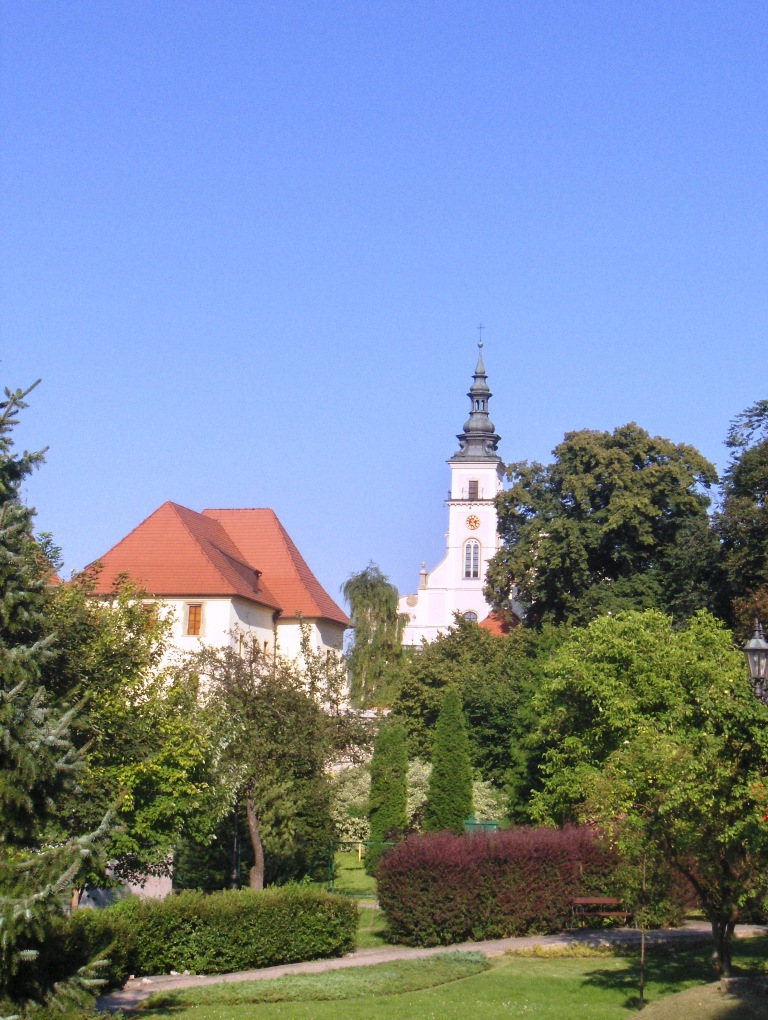
Wieliczka
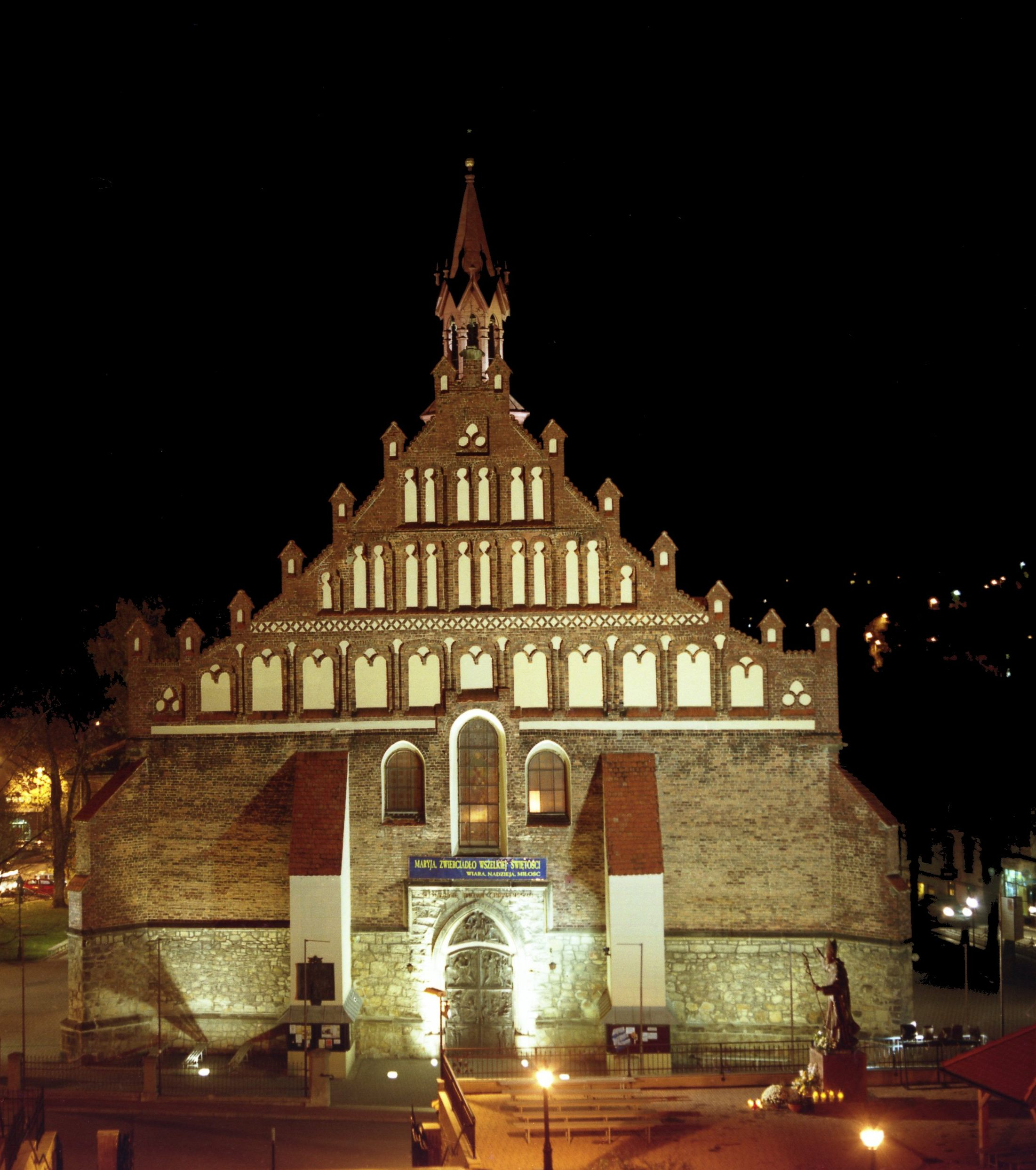
Bochnia
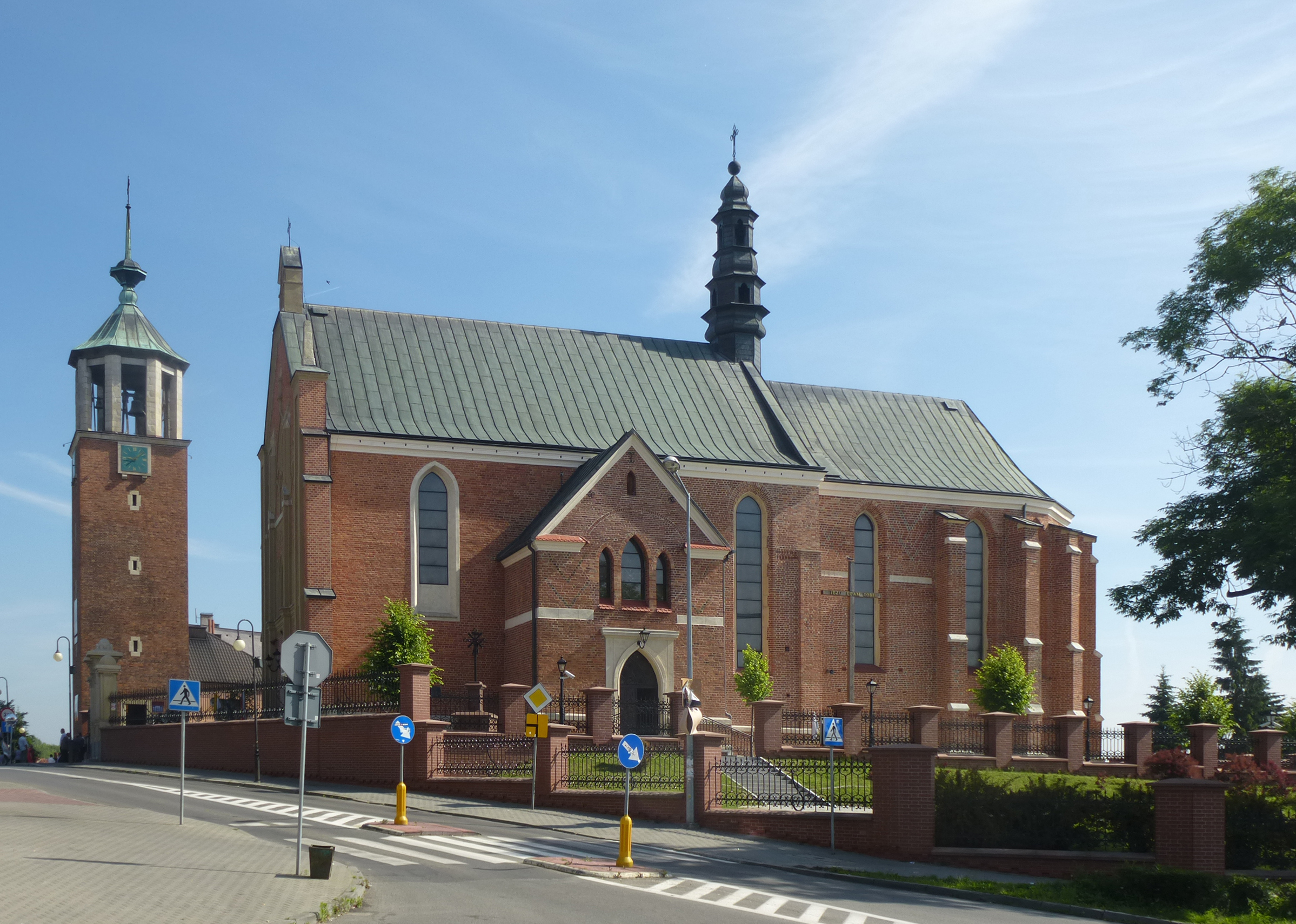
Proszowice
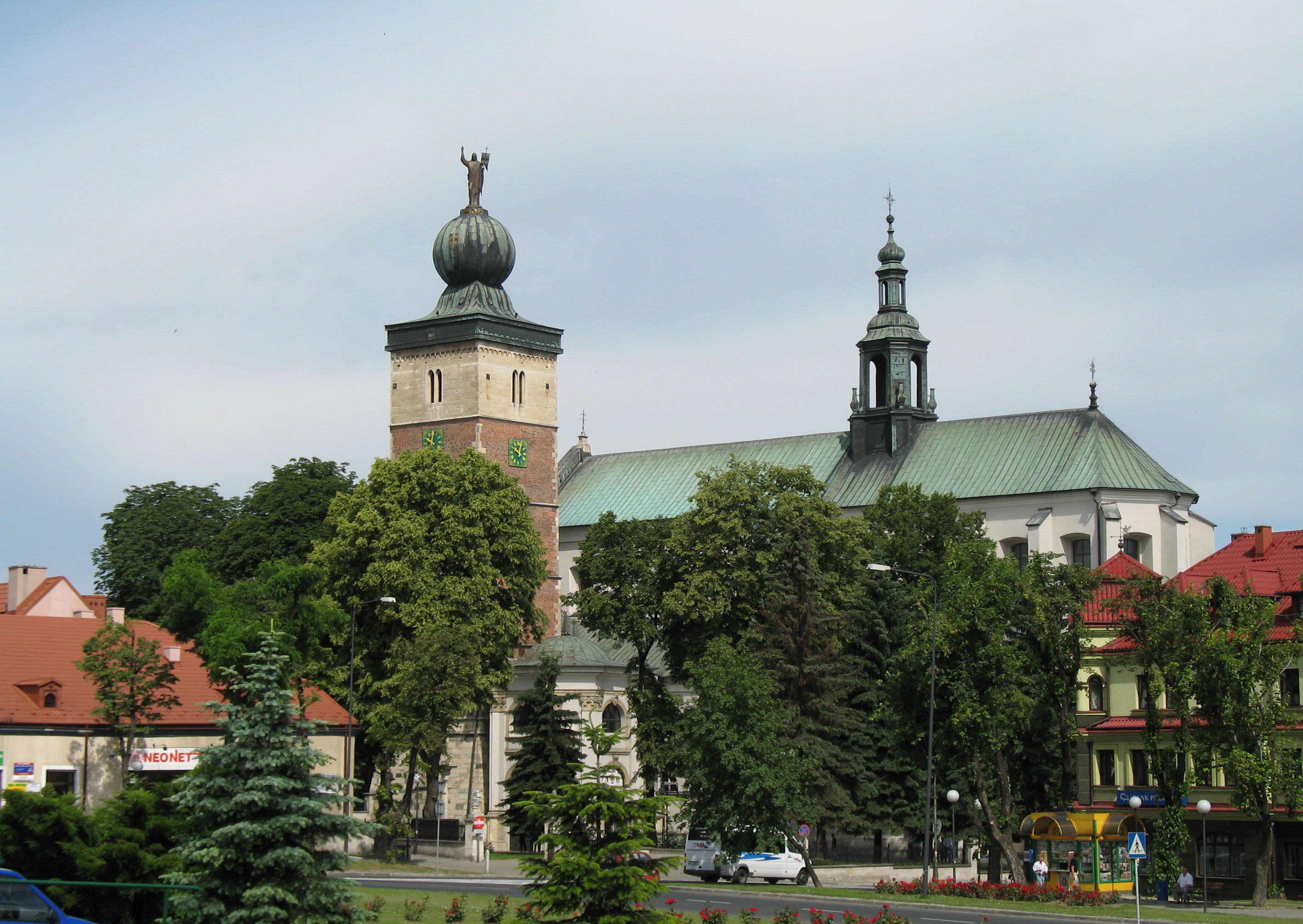
Miechów
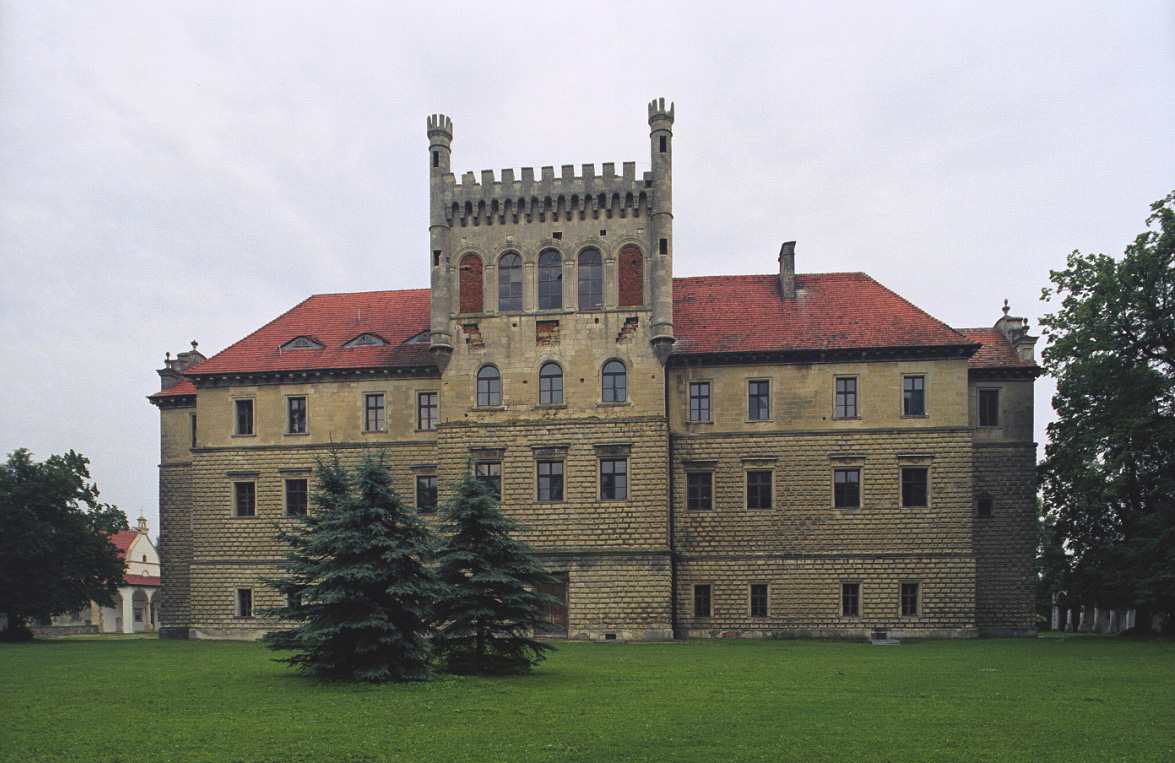
Książ Wielki
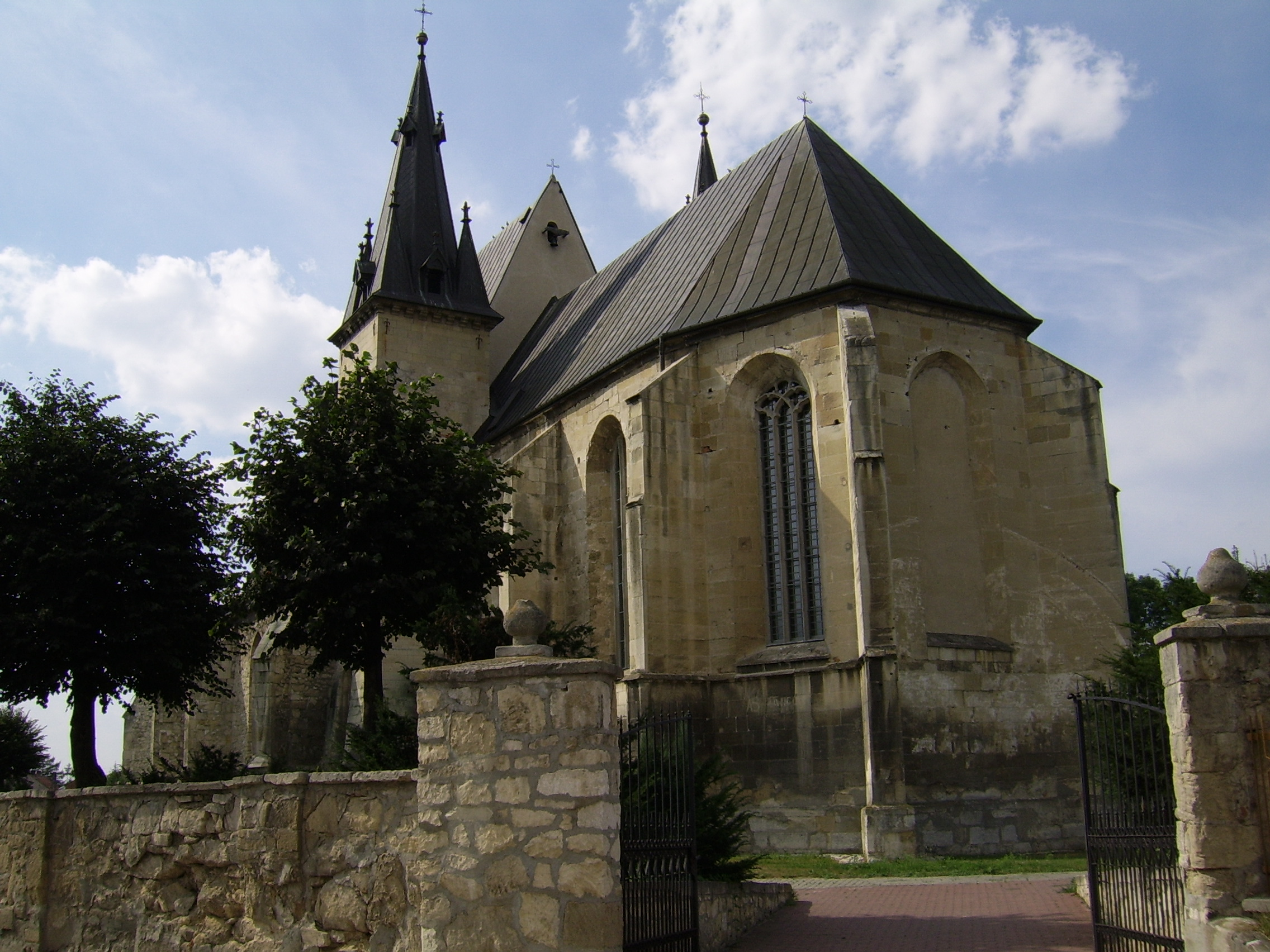
Skalbmierz
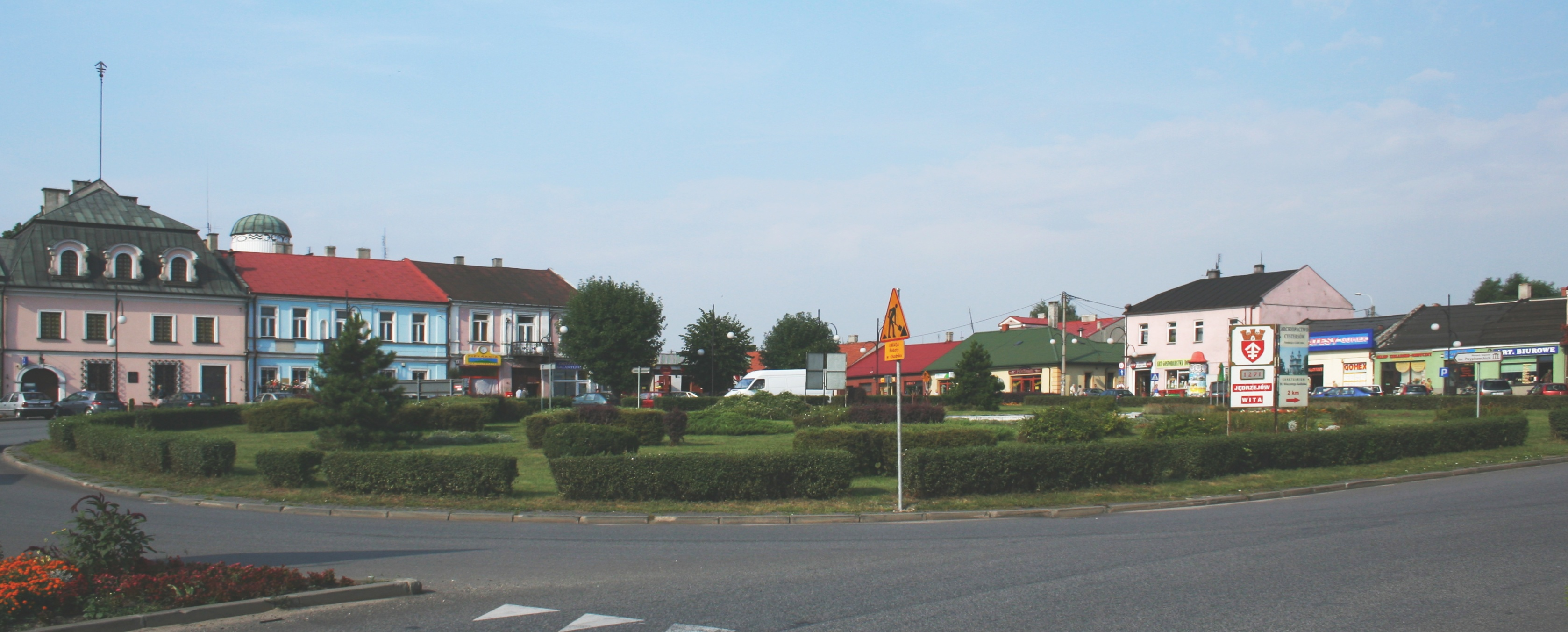
Jędrzejów
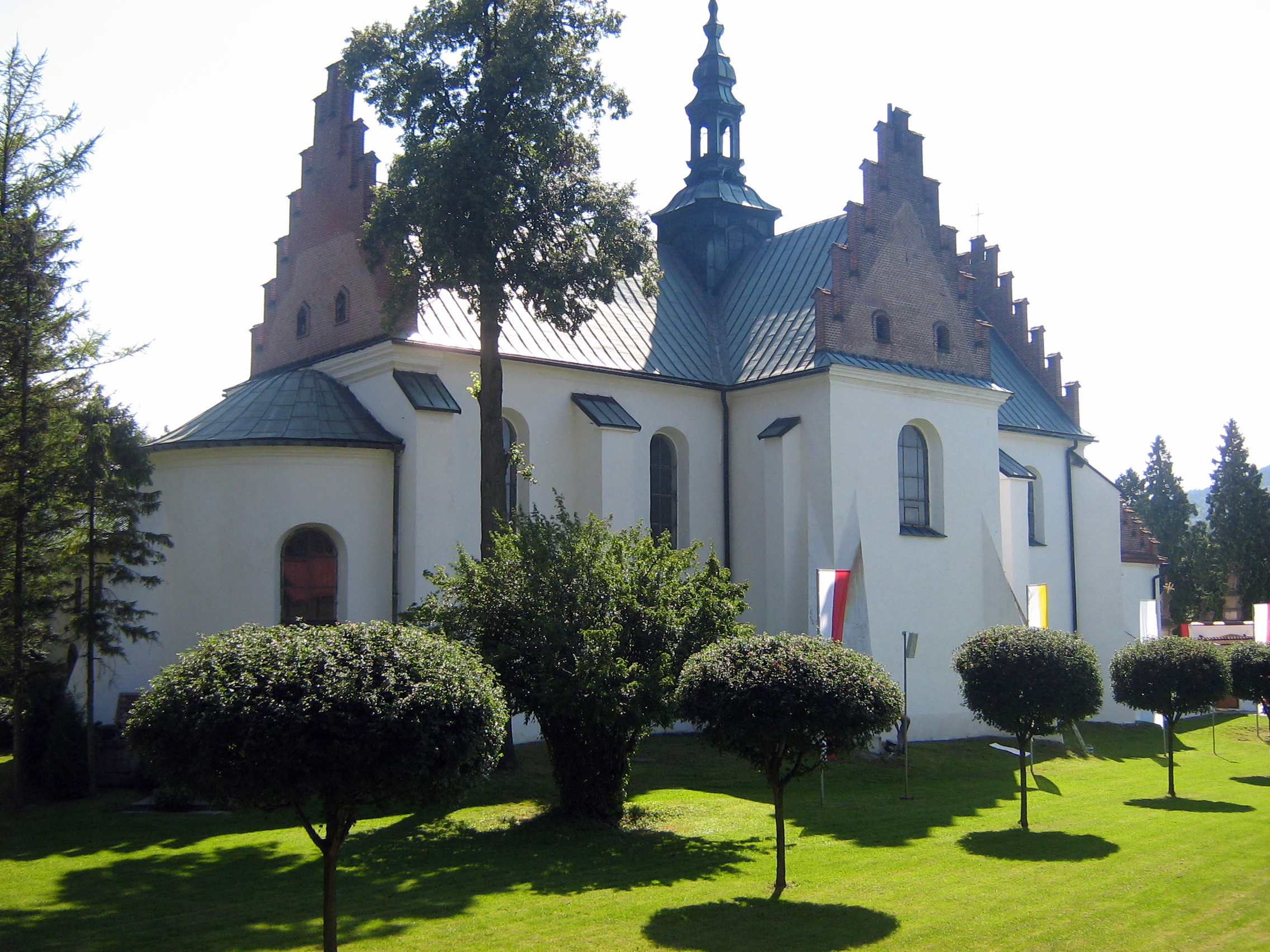
Szczyrzyc
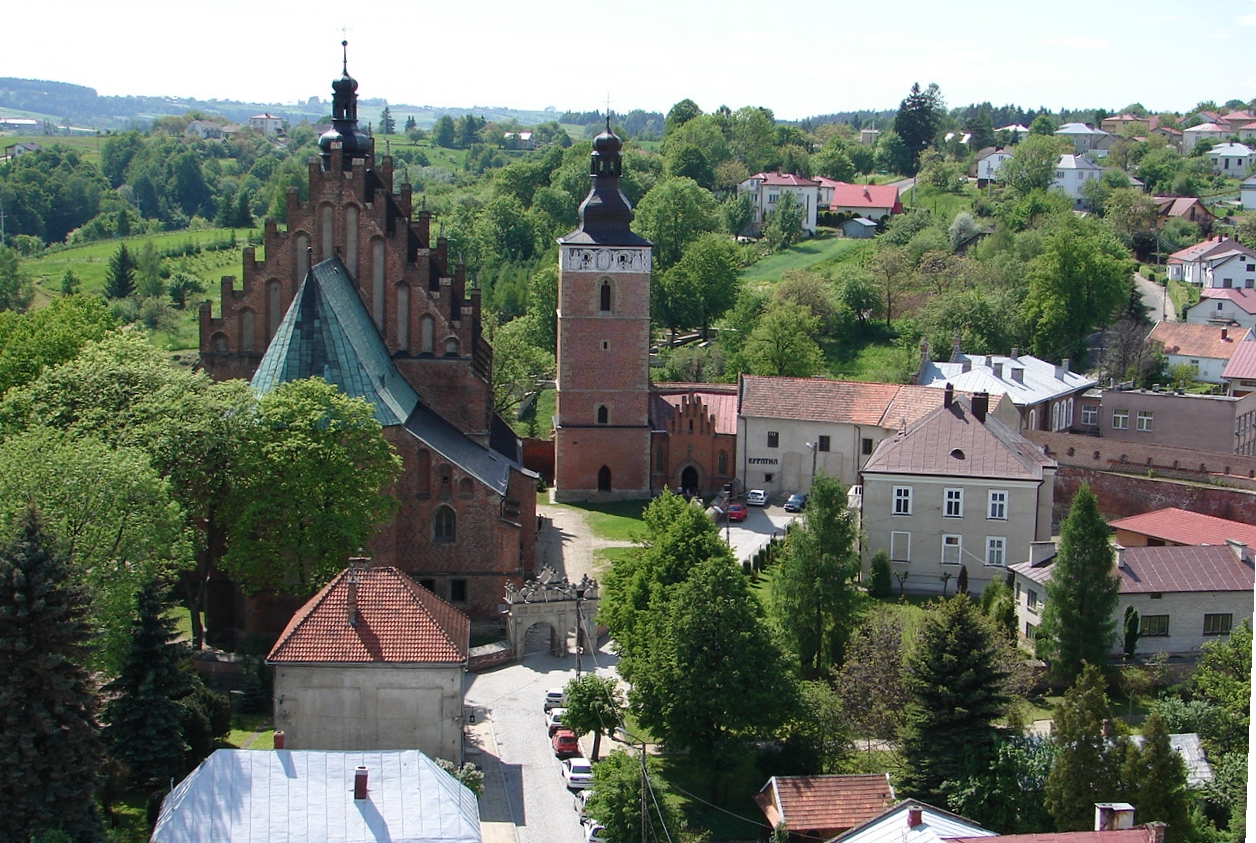
Biecz
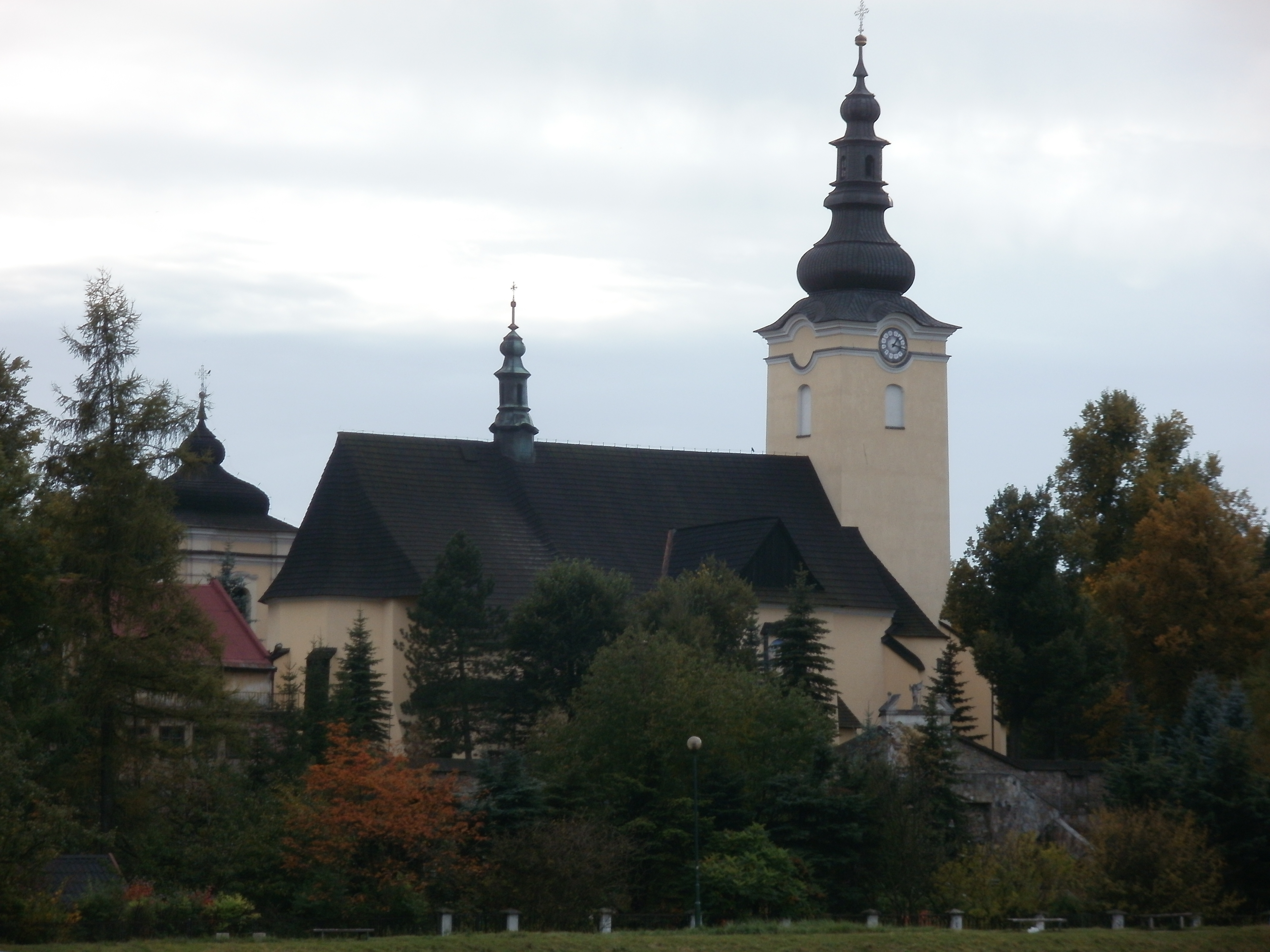
Nowy Targ
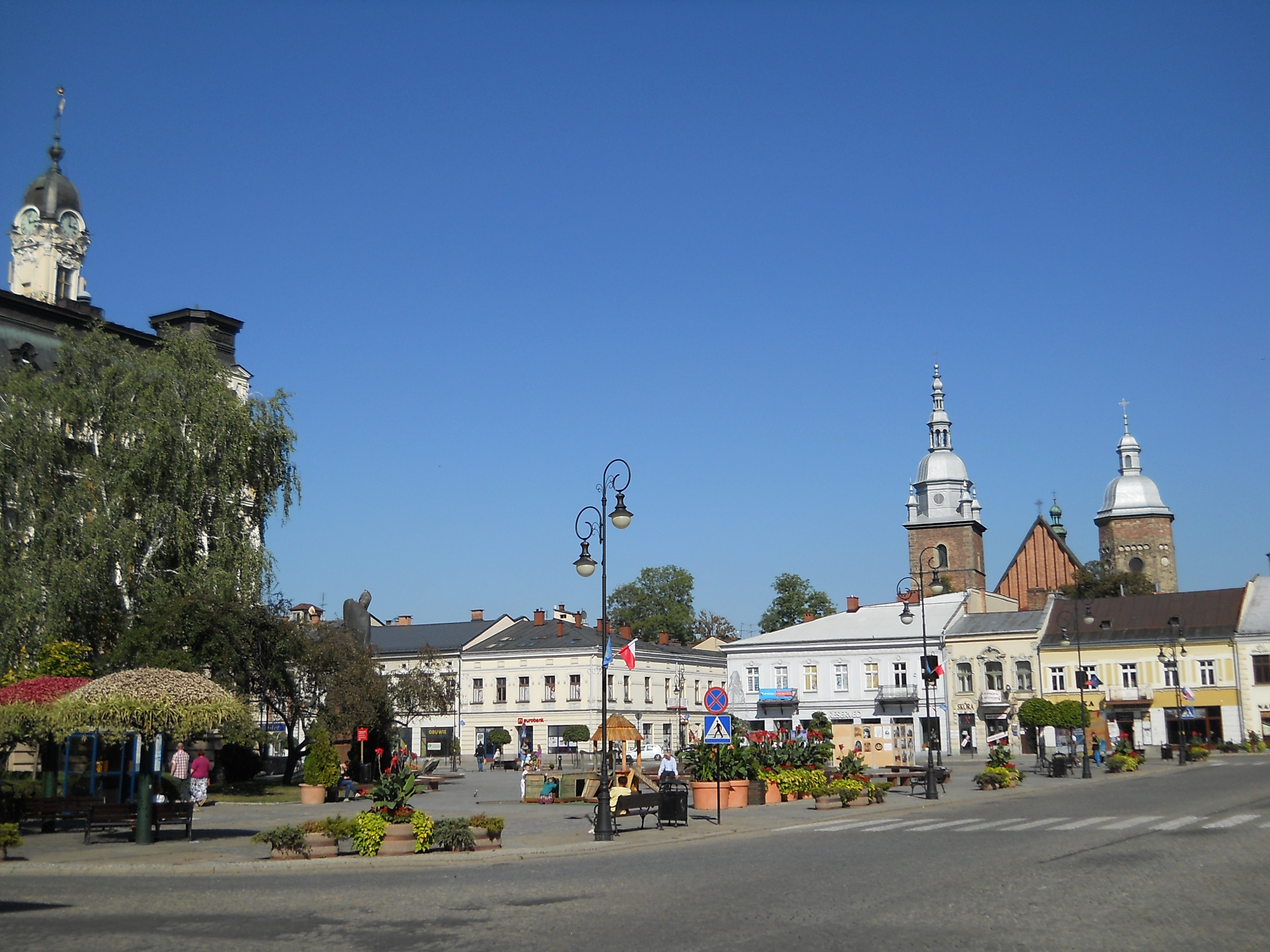
Nowy Sącz
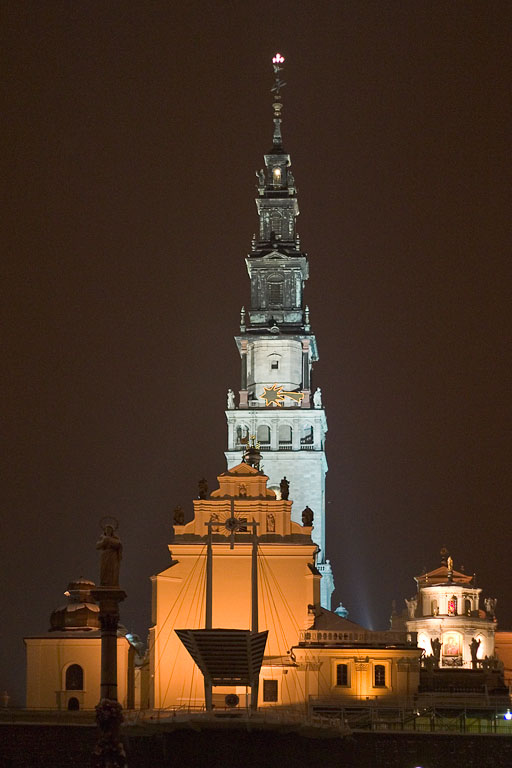
Częstochowa
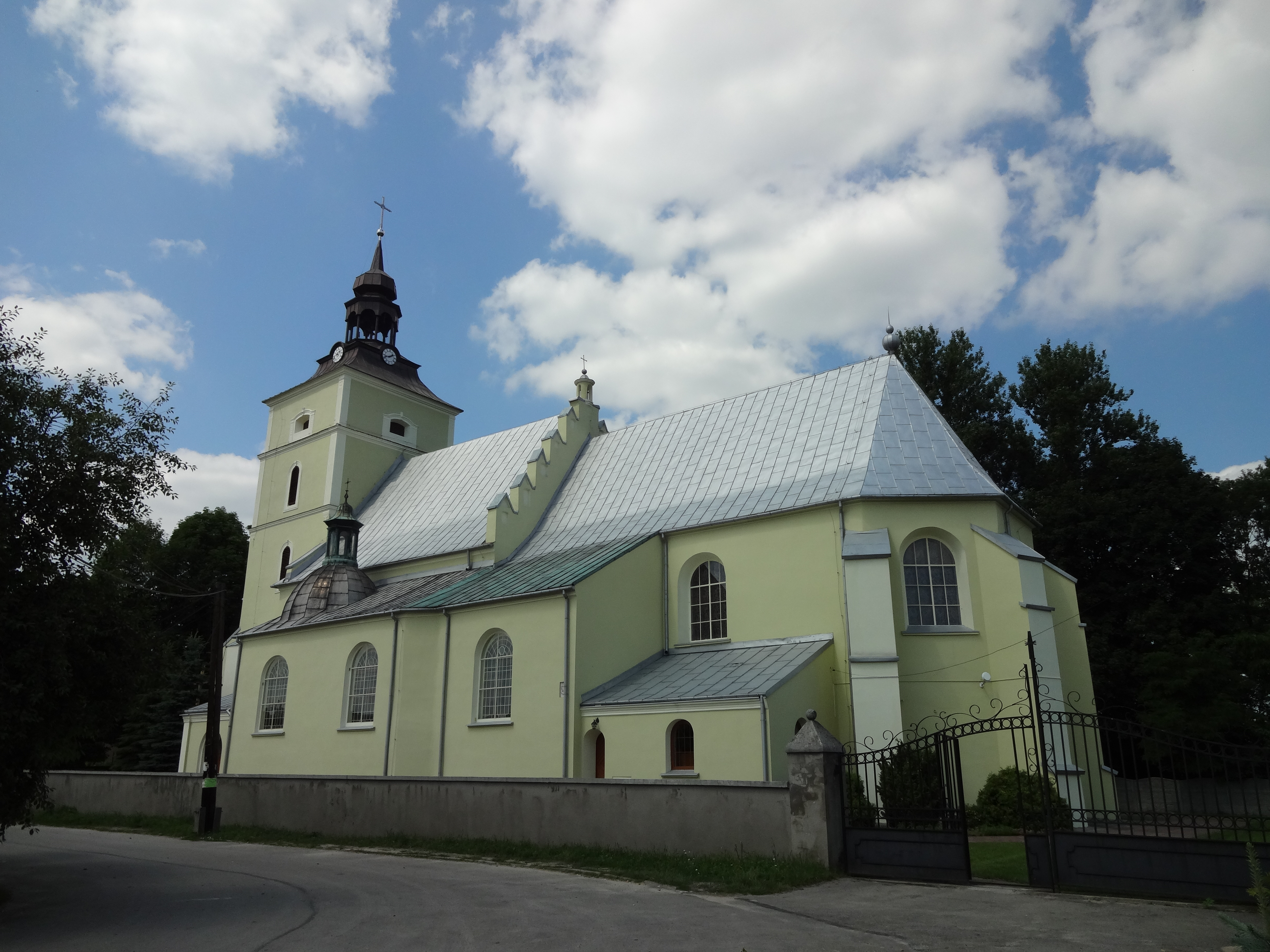
Lelów
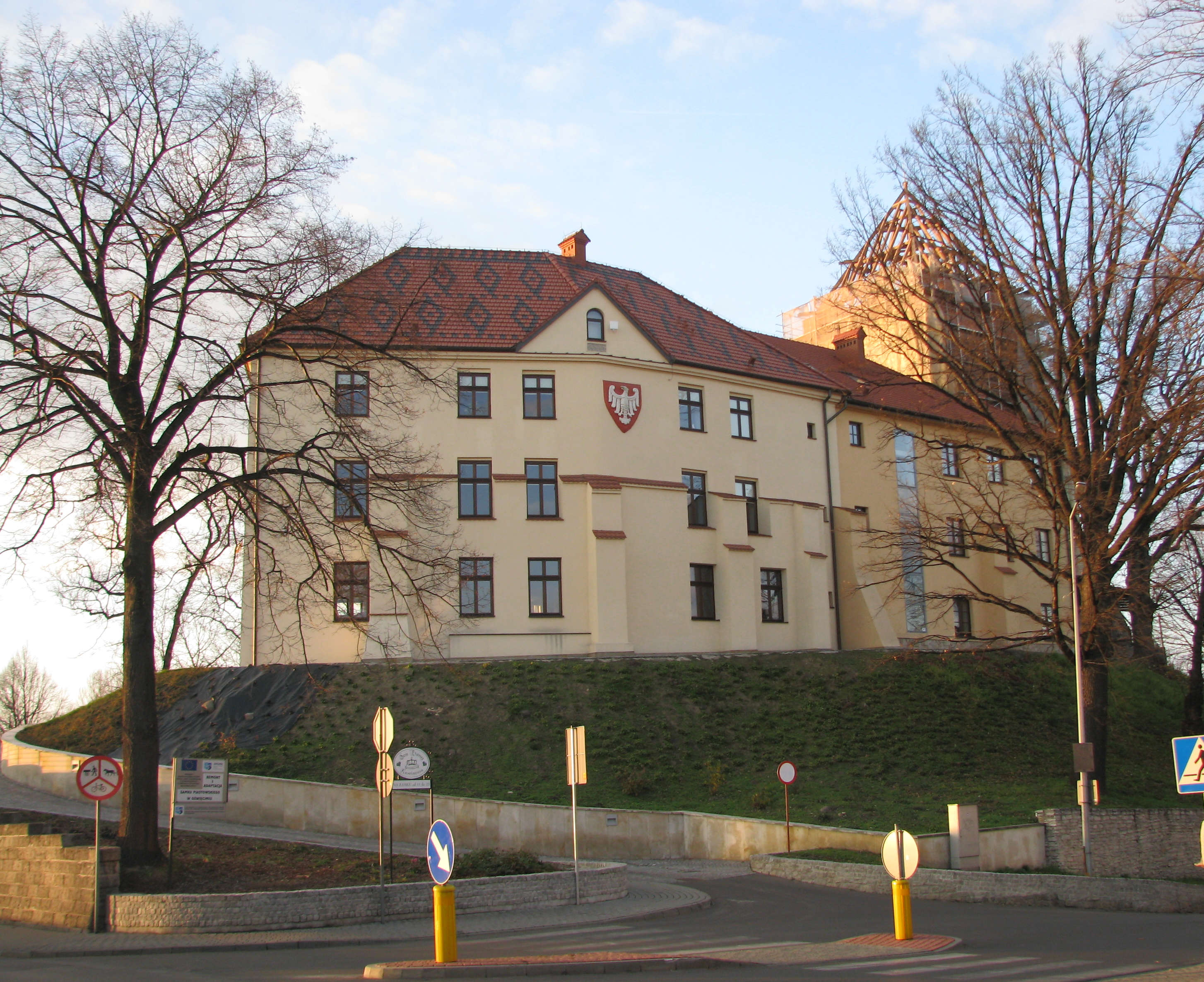
Oświęcim
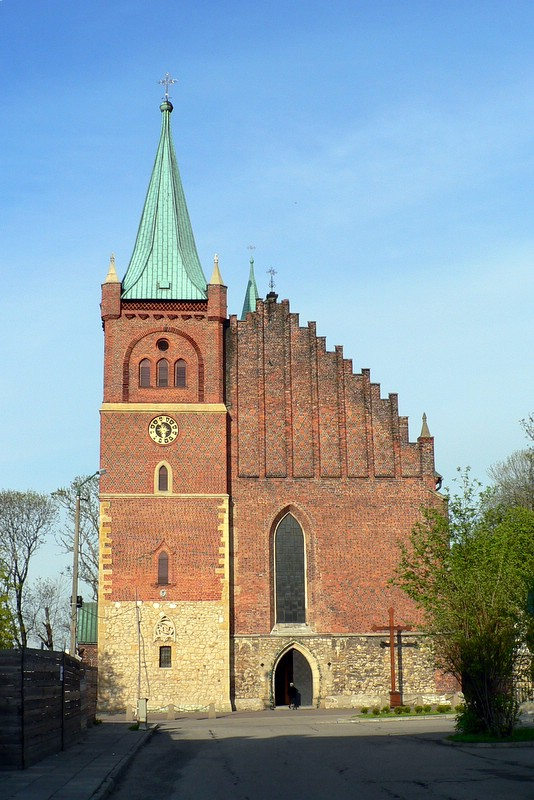
Zator
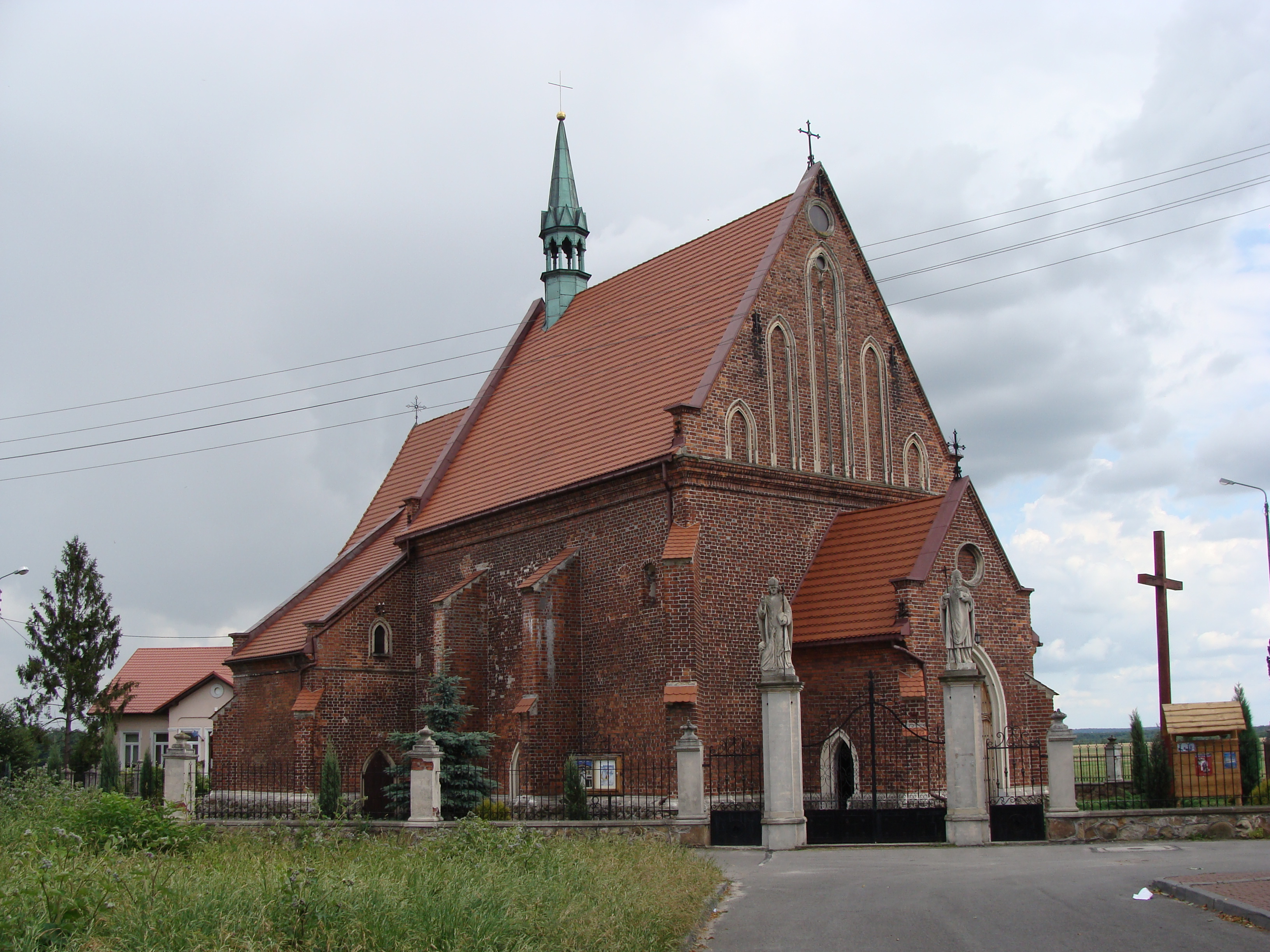
Żarnowiec